# Hungarian International 2021
Die Hungarian International 2021 fanden vom 3. bis zum 6. November 2021 in Budaörs statt. Es war die 45. Auflage dieser internationalen Meisterschaften von Ungarn im Badminton (unter Einbeziehung der ausgefallenen Veranstaltung 2020 war es die 46. Auflage).

## Sieger und Platzierte
| Disziplin    | Gold                                          | Silber                               | Bronze                                    |
| ------------ | --------------------------------------------- | ------------------------------------ | ----------------------------------------- |
| Herreneinzel | Daniel Nikolov                                | Sathish Kumar Karunakaran            | Meiraba Luwang Maisnam                    |
| Herreneinzel | Daniel Nikolov                                | Sathish Kumar Karunakaran            | Fabian Roth                               |
| Dameneinzel  | Hsu Wen-chi                                   | Aditi Bhatt                          | Tanya Hemanth                             |
| Dameneinzel  | Hsu Wen-chi                                   | Aditi Bhatt                          | Abigail Holden                            |
| Herrendoppel | Emil Lauritzen Mads Vestergaard               | Rory Easton Zach Russ                | Justin Hoh Ong Zhen Yi                    |
| Herrendoppel | Emil Lauritzen Mads Vestergaard               | Rory Easton Zach Russ                | M. Fazriq Mohamad Razif Wong Vin Sean     |
| Damendoppel  | Ornnicha Jongsathapornparn Phataimas Muenwong | Amalie Cecilie Kudsk Frederikke Lund | Annabella Jaeger Leona Michalski          |
| Damendoppel  | Ornnicha Jongsathapornparn Phataimas Muenwong | Amalie Cecilie Kudsk Frederikke Lund | Clara Løber Mette Werge                   |
| Mixed        | Rory Easton Annie Lado                        | Mads Vestergaard Clara Løber         | Sachin Dias Kavindi Ishandika Sirimannage |
| Mixed        | Rory Easton Annie Lado                        | Mads Vestergaard Clara Løber         | Jonty Russ Lizzie Tolman                  |